# Източен бурундук
Източният (източноамерикански) бурундук (Tamias striatus) е вид гризач от семейство Катерицови (Sciuridae). Възникнал е преди около 0,3 млн. години по времето на периода кватернер. Видът не е застрашен от изчезване.

## Разпространение и местообитание
Разпространен е в Канада (Квебек, Манитоба, Нова Скотия, Ню Брънзуик, Нюфаундленд, Онтарио и Остров Принц Едуард) и САЩ (Айова, Алабама, Арканзас, Вашингтон, Вирджиния, Върмонт, Делауеър, Джорджия, Западна Вирджиния, Илинойс, Индиана, Канзас, Кентъки, Кънектикът, Луизиана, Масачузетс, Мейн, Мериленд, Минесота, Мисисипи, Мисури, Мичиган, Небраска, Ню Джърси, Ню Йорк, Ню Хампшър, Оклахома, Охайо, Пенсилвания, Род Айлънд, Северна Дакота, Северна Каролина, Тенеси, Уисконсин, Флорида, Южна Дакота и Южна Каролина).
Обитава скалисти райони, градски и гористи местности, склонове, градини, долини, храсталаци, крайбрежия, плажове, блата, мочурища и тресавища в райони с умерен климат, при средна месечна температура около 8,4 градуса.

## Описание
На дължина достигат до 14,7 cm. Имат телесна температура около 38,2 °C.
Продължителността им на живот е около 9,5 години. Популацията на вида е стабилна.